# Kulturtuben
Kulturtuben (aktiebolaget) och det skilda kommanditbolaget bildades på hösten 1985 i samband med föreställningen Cyklar, en revy med Galenskaparna och After Shave. Företaget tjänar som ekonomisk bas för Galenskaparna och After Shave och deras produktioner, och driver Lorensbergsteatern i Göteborg. 
Kulturtubens logotyp är en hälsande hand som kommer ut ur en tub, som det sedan står "Kulturtuben" under.

## Ägarskap
Företaget har tolv delägare, varav två st har avlidit. 
- Claes Eriksson
- Anders Eriksson
- Kerstin Granlund
- Jan Rippe
- Per Fritzell
- Knut Agnred
- Anne Otto
- Eva Lindgren
- Lars Åby Hermansen
- Michael Sevholt
- (Rolf Allan Håkanson) - fram tills att han avled 2020
- (Peter Rangmar) – fram tills att han avled 1997